# Wim Goes

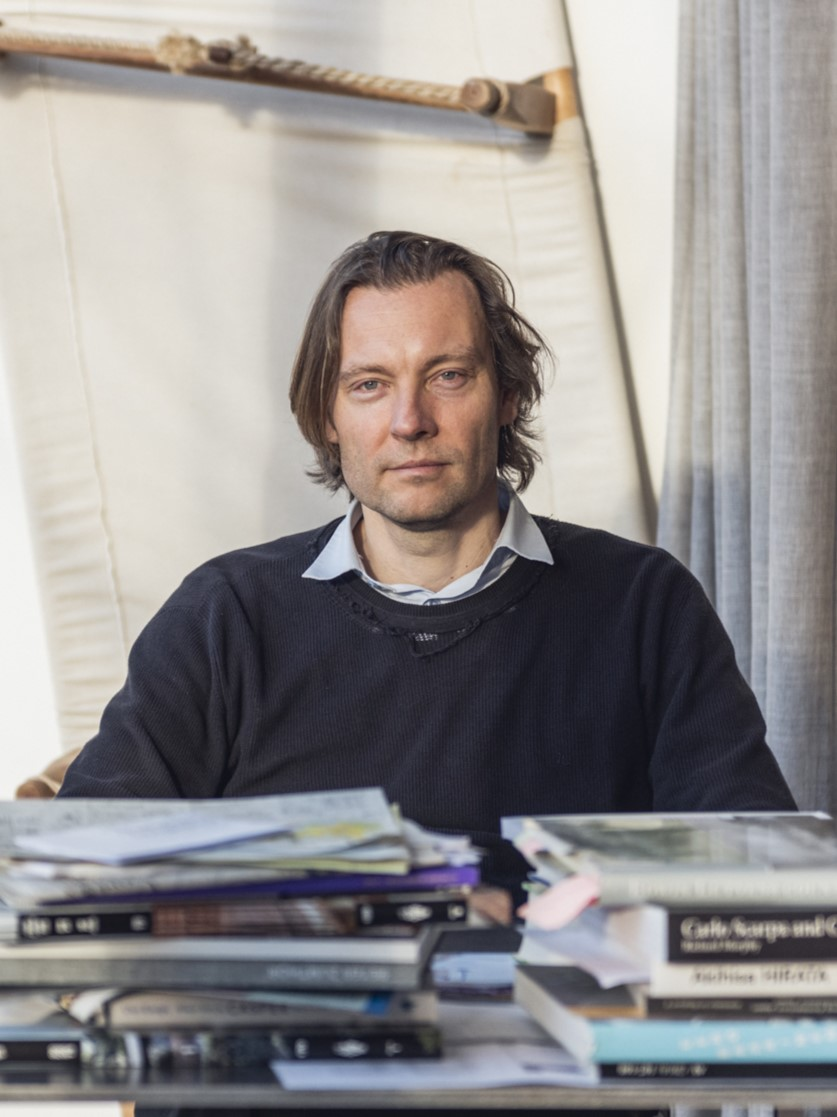
Wim Goes in 2018

Wim Goes (Gent, 1969) is een hedendaags Belgisch en Vlaams architect. 
Wim Goes studeerde architectuur aan Sint-Lucas Hogeschool voor Wetenschappen en Kunst te Gent (1988-1993). In zijn laatste jaar won hij het wedstrijdontwerp voor de eindejaarstentoonstelling, die hij i.s.m. Dirk Demeyer ook mocht realiseren. Hij deed zijn stage bij de Studio for Creative Engineering and Urban Planning van architect Hugo Koch waar hij werkte aan zelfbouwwoningen en duurzame huisvesting. Intussen kwam hij in aanraking met meubelontwerp o.a. bij atelier Maarten van Severen. 
In 1999 richtte hij zijn eigen bureau Wim Goes Architectuur op. Zijn verbouwing van een industrieel pand voor het marktonderzoeksbureau &Compagnie in Gent werd in 2002 bekroond met de Architectuurprijs van Oost-Vlaanderen en de Architectuurprijs van de Orde van de Architecten. Hij was ook laureaat van de gesloten wedstrijd voor de uitbreiding van het Museum Dhondt-Dhaenens te Deurle. In 2005 realiseerde hij voor een kunstverzamelaar in Peking de ARTfarm. Het gebouw moest een onderkomen bieden voor de getatoeëerde varkens van de hedendaagse Belgische kunstenaar Wim Delvoye. In 2005 werd Goes naar aanleiding van een wedstrijdvraag uitgenodigd door het SMAK om een plan uit te werken voor een museumplein als verbinding tussen het Gentse Museum voor Schone Kunsten en het SMAK. Goes nam voor deze wedstrijd landschapsarchitect Aldrik Heirman onder de arm, met wie hij al eerder samenwerkte voor "project L" in Kortrijk. Goes en Heirman kwamen als laureaat van de wedstrijd uit de bus. In 2023 opende hij in samenwerking met Michaël Borremans de "Golden Cone", een interventie van kunst & landschap op een rotonde in Kluisbergen.
Hun werk werd internationaal gepubliceerd in architectuurmagazines, zoals A+U, Architectural Review, Detail. Projecten werden tentoongesteld in het Belgisch Paviljoen van de 15de internationale Architectuurbiënnale van Venetië, Triënnale van Viserum, Royal Academy of Arts in London.
Wim Goes geeft sinds 2005 zelf les aan de KU Leuven Faculteit architectuur Sint-Lucas (vroeger Hogeschool voor Wetenschappen en Kunst) in Gent. Hij gaf lezingen en/of was gastcriticus aan onder meer de EPFL in Lausanne, Accademia di Architettura in Mendrisio en Harvard University of Design in Cambridge. In 2017 werd hij als visiting scholar uitgenodigd aan de Victoria Universiteit in Wellington, Nieuw-Zeeland.
In 2020 publiceerde hij samen met prof.dr. Volkmar Mühleis het boek Reverse Perspective. De publicatie werd opgemerkt door Sarah M. Whiting, decaan van Harvard University of Design. Zij werden in 2022-2023 door Harvard uitgenodigd om lezing/workshop te geven over Reverse Perspective & Doppler Effect.

## Gerealiseerde werken
- 2001: & Compagnie in Gent
- 2002: Huis L in Kortrijk
- 2005: ARTfarm in Peking
- 2006: Gallery König in Berlijn
- 2007: Yohji Yamamoto Flagship Store in Antwerpen
- 2012: Royal Belgian Sailing Club Alberta in Zeebrugge
- 2014: Refuge II in Nevele
- 2016: House of Lights in Gent
- 2017: Kasteel de la Motte, Blue Residence en Bridge L in Loppem
- 2019: House DD in Deurle
- 2022: Gallery House 'de Maalderij' in Landegem

## Projecten en wedstrijddeelnames
- 2005: Museumplein, een wedstrijd in opdracht van de Vrienden van het SMAK in Gent
- 2019: M HKA, museumontwerp in Antwerpen
- 2023: Golden Cone, i.s.m. Michaël Borremans in Kluisbergen